# Zyzyxia lundellii
Zyzyxia lundellii (H.Robinson) Strother è una pianta appartenente alla famiglia delle Asteraceae originaria dell'America Centrale. È l'unica specie conosciuta del genere Zyzyxia.

## Etimologia
Intorno al 1990, John L. Strother stava rivedendo i sei generi nordamericani della sottotribù Ecliptinae della famiglia dei girasoli (Asteraceae) per la pubblicazione in Systematic Botany Monographs. Esaminò attentamente le specie del genere Wedelia e concluse che in alcuni esemplari c'era qualcosa di strano e diverso. Innanzitutto, gli acheni (frutti) non avevano una sottile membrana alata lungo il bordo, come si supponeva avessero altre specie del genere. Strother decise quindi che la specie dovesse appartenere in realtà ad un nuovo genere, fino ad allora senza nome.
A quel tempo, la lunga monografia da lui scritta era nelle fasi finali di revisione per la pubblicazione. Il suo editore insistette affinché i generi fossero trattati in ordine alfabetico e perciò l'inserimento un nuovo genere nel mezzo del suo trattato di 100 pagine avrebbe comportato numerose modifiche al formato e all'impaginazione dell'articolo. L'unico modo in cui l'editore avrebbe accettato il nuovo genere sarebbe stato quello di porlo in ordine alfabetico dopo l'ultimo genere dell'articolo, Zexmenia. In questo modo, il testo sarebbe stato inserito quasi alla fine dell'articolo e si sarebbero minimizzate le modifiche necessarie per la pubblicazione.
Appreso ciò, Strother decise che avrebbe potuto rendere il genere ultimo in qualsiasi elenco alfabetico e lo denominò Zyzyxia.

## Descrizione
Z. lundellii è un arbusto che cresce fino a 3 metri di altezza. Le sue foglie sono ricoperte da peli molto ruvidi. Entrambi i tipi di fiori che formano il capolino sono gialli, mentre i frutti sono marroni.

## Distribuzione e habitat
Z. lundellii è nativa del Guatemala e del Belize. Gli arbusti crescono nelle foreste tropicali secche di pini o di macchia ericacea.